# Zdrochec
Zdrochec – wieś w Polsce położona w województwie małopolskim, w powiecie tarnowskim, w gminie Radłów. W latach 1975–1998 miejscowość administracyjnie należała do województwa tarnowskiego.

## Historia parafii

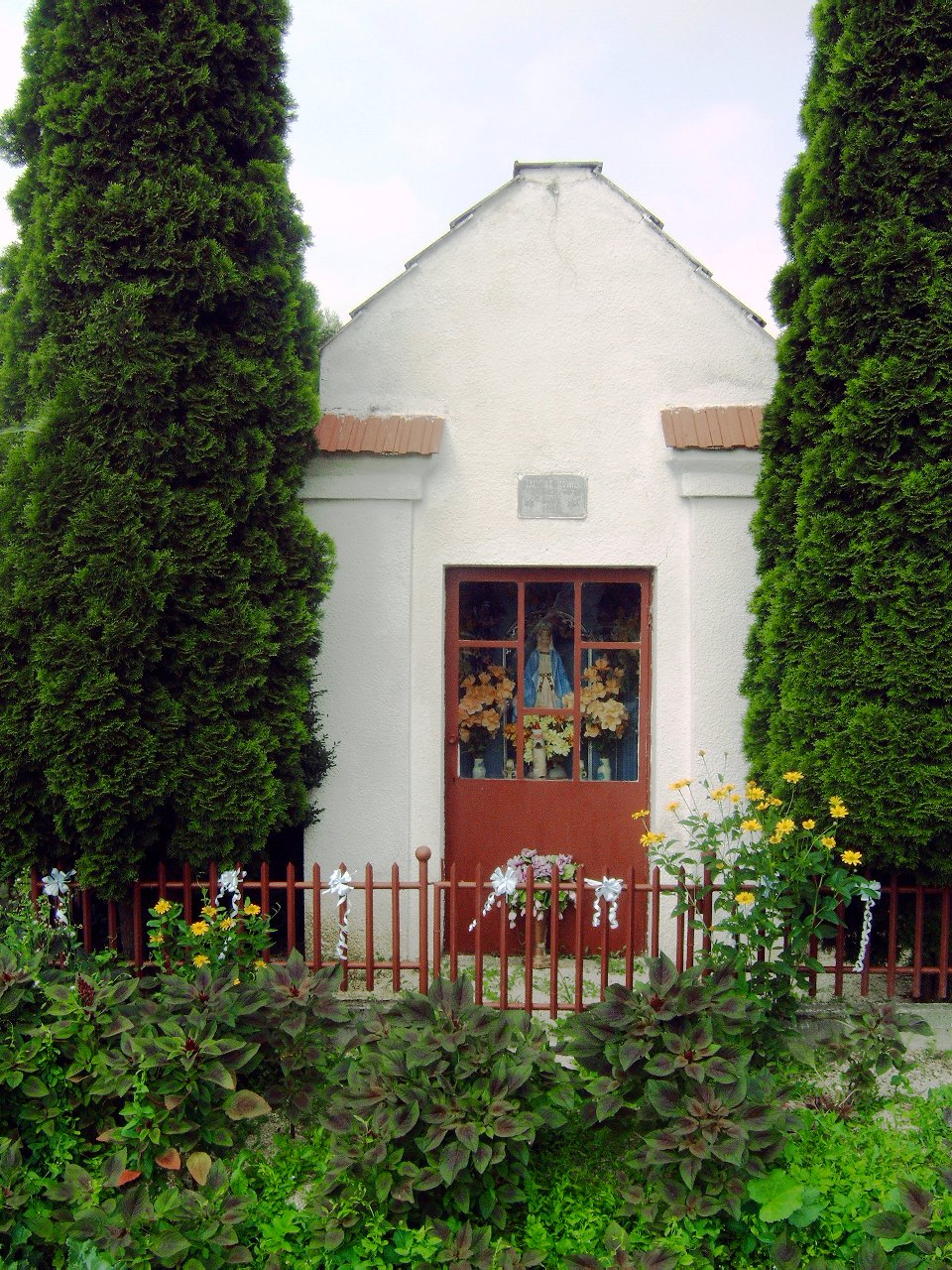
Kapliczka rodziny Łosiów pomiędzy Zdrochcem i Zabawą

W 1892 roku wieś Zdrochec jako parafia, za sprawą ks. bp. Ignacego Łobosa została włączona do dekanatu radłowskiego. Do dekanatu należały ponadto wioski: Radłów, Biskupice, Wola Radłowska, Wał-Ruda, Śmietana, Zabawa, Zdrochec, Marcinkowice, Glów, Niwka, Dobczyce, Rudka. W 1913 roku Zdrochec i Zabawa zostały wyłączone z parafii radłowskiej.
Wieś w połowie XIX wieku należała do Władysława Michałowskiego, który 1 czerwca 1863 roku przekazał ją Romanowi Michałowskiemu. Spadkobierca w tym samym roku wymienił grunty ze Stanisławem Koźmianem, który pozostał właścicielem Zdrochca do 1870 roku. 19 lutego 1870 roku wieś Zdrochec została sprzedana Wiktorii z Borowskich Bzowskiej, po drugim mężu Jakubowskej. Po siedmiu latach dobra zostały sprzedane Jadwidze Straszewskiej, która pozostawała właścicielką do 1901 roku. W 1903 roku ziemię odziedziczył Władysław Fibich, późniejszy fundator placu pod budowę nowej szkoły. W 1905 roku Zdrochec przechodzi w ręce Artura Margulisa, a następnie Adama Marca.
W 1827 roku Zdrochec liczył 266 mieszkańców, a Marcinkowice – 134.
Na cmentarzu znajduje się zbiorowa mogiła żołnierzy polskich poległych 7 i 8 września 1939 roku w walce o przeprawę na Dunajcu (walki o most w Biskupicach Radłowskich).

## Zabytki
Obiekt wpisany do rejestru zabytków nieruchomych województwa małopolskiego.
- Kościół pw. św. Stanisława Biskupa.